# Жан Жансем
Жан Жансем (справжнє ім'я Ованес Семерджян; 9 березня 1920, Бурса — 27 серпня 2013, Ісі ле Муліно) — французький художник вірменського походження.

## Біографія
Ованес Семерджян народився у селі Селега, передмісті Бурси, у родині прядильника шовку. Під загрозою нових гонінь на вірмен 1922 року сім'я з відступаючою грецькою армією емігрувала до Греції. 1931 року, після смерті батька, для лікування зламаної ноги сина мати переїжджає до Франції та поселяється у передмісті Парижа Іссі-ле-Муліно.
З 1934 по 1936 рік Ованес відвідував вільну академію Монпарнаса. 1938 року він закінчує Паризьку академію декоративного мистецтва, після чого протягом року відточував свою майстерність у майстерні «Сабат». З самого початку митець обрав як об'єкт натхнення знедолених, нещасних людей, а також вірмен — жертв геноциду. Жансем є послідовним носієм національної історичної пам'яті, яку він протягом усього свого життя привносив у образотворчі ряди. Перші роботи Жансема-художника починаються з вірменських національних мотивів («Вірменка», «Вірменське весілля», «Похорон» та інше). Через кілька років, 1944, була організована перша виставка художника.
Починаючи з 1951, молодий художник здобуває перемоги на конкурсах у Бельгії (бієнале у Брюгге) та Мексиці («Компарезон»), удостоюється премій «При популіст» та «Антрал», а також, 1956 року обирається президентом салону молодих художників. Після того як він отримав поспіль чотири престижні премії, перед ним відкрилися двері галерей. Його роботи стали активно скуповуватися, внаслідок чого в 37 років він здбув собі ім'я і розбагатів. Жансем ілюстрував десятки книг, серед яких книги Сервантеса, Бодлера. Роботи художника є у багатьох музеях світу. Його картини неодноразово виставлялися на персональних виставках, кількість яких перевалило за сотню.
2001 року на запрошення президента Республіки Вірменія Роберта Кочаряна Жансем відвідує Вірменію, де приносить у дар Музею Геноциду вірмен свою колекцію з 34 картин циклу «Геноцид», виконаних у 2000–2001 роках. 2002 року художника у Вірменії нагороджують «орденом Святого Месропа Маштоца» та обирають іноземним членом Національної Академії наук Вірменії.
10 березня 2010 року указом президента Вірменії Сержа Саргсяна за внесок у зміцнення вірмено-французьких культурних зв'язків і на честь 90-річчя Жансема його було нагороджено «Орденом пошани».
Помер Жан Жансем 27 серпня 2013 року в Ісі ле Муліно. На момент смерті художнику було 93 роки.

## Досягнення
- 1951 — переможець конкурсу в Бельгії (бієнале у Брюгге)
- 1951 — переможець конкурсу «Компарезон» у Мексиці
- 1951 — премія «При популіст»
- 1953 — премія «Антрал»
- 1953 — «Орден Мистецтв та літератури»[6]
- 2002 — «Орден Святого Месропа Маштоца» (Вірменія)[6]
- 2003 — «Орден Почесного легіону»[6]
- 2010 — «Орден Пошани» (Вірменія)